# نوتكاتون
نوتكاتون هو مركب عضوي ثنائي الحلقة له هيكل الديكالين والصيغة الكيميائية C15H22O، ويكون على شكل بلورات عديمة اللون.
ينتمي النوتكاتون إلى مجموعة السيسكويتربينات والكيتونات ويعد أحد المركبات الأساسية المسؤولة عن رائحة الليمون الهندي (الكريفون).

## الوفرة الطبيعية

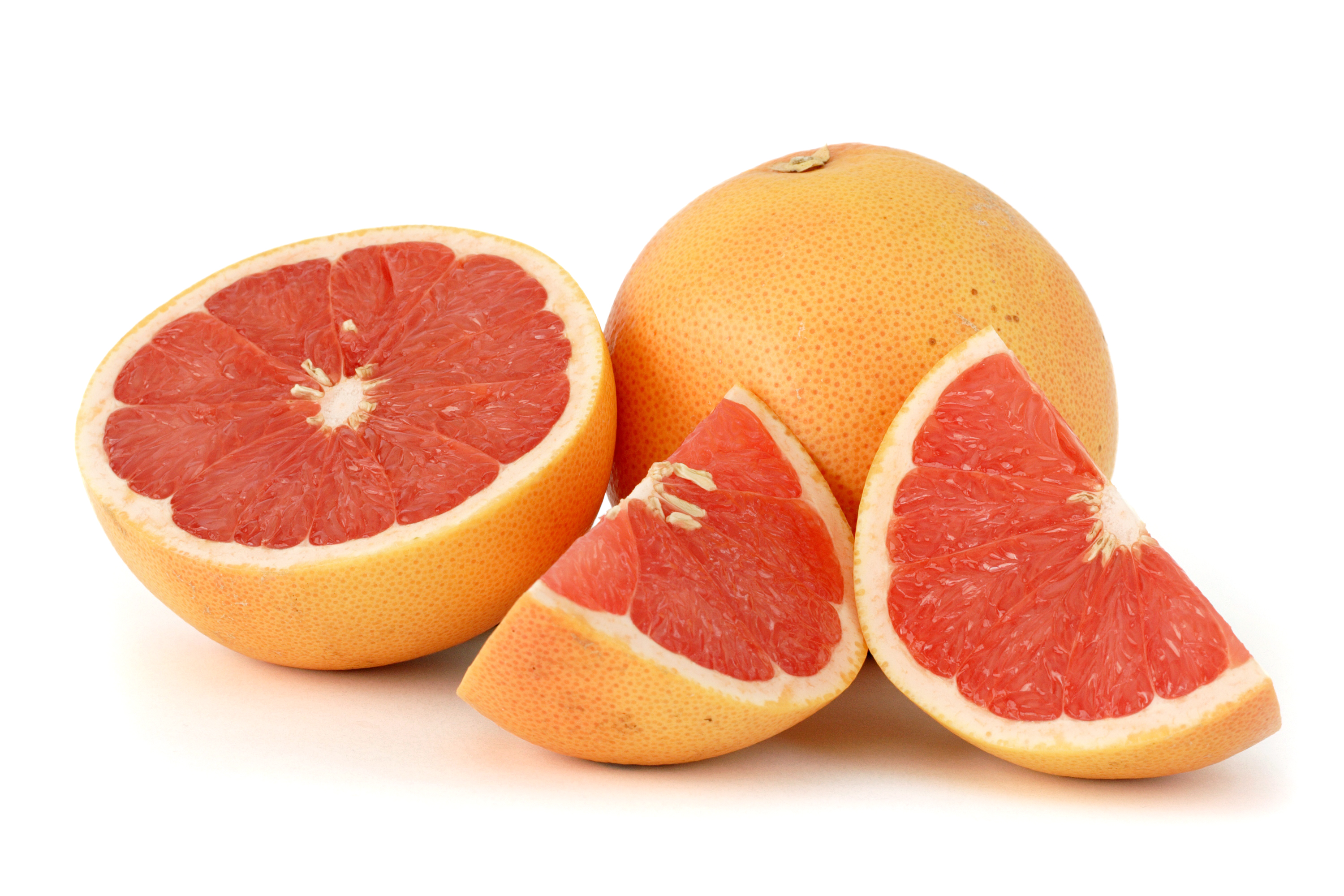
الليمون الهندي

يوجد النوتكاتون في الليمون الهندي وهو أحد المركبات العطرية الأساسية المسؤولة عن رائحته.
كما يوجد المركب أيضاً في أشجار Cupressus nootkatensis وهي نوع من السرويات؛ كما يوجد أيضاً في نجيل الهند.

## الخواص

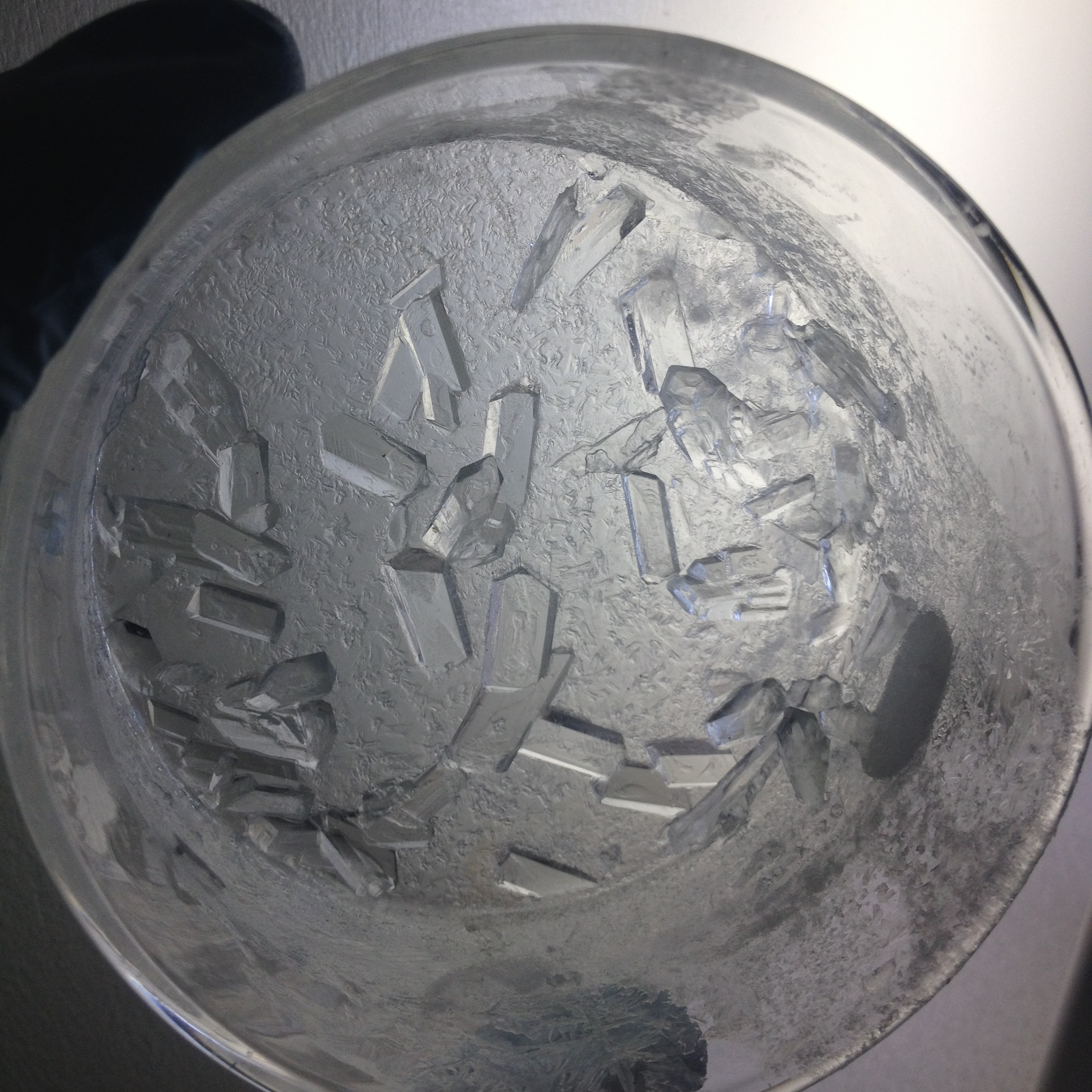
عينة من النوتكاتون

يوجد المركب على شكل بلورات عديمة اللون، والتي تعطي عند انصهارها سائلاً لزجاً أصفر اللون.

## الاستخدامات
يعد مركب نوتكاتون فعالاً كمضاد لحشرة قرادة الغزال قراد الوعل؛ واليغموش الأمريكي Amblyomma americanum؛ وأنواع حشرات أخرى.

## اقرأ أيضاً
- أمبرين
- بوليغوديال